# Банель и Адама
«Банель и Адама» (фр. Banel et Adama) — художественный фильм франко-сенегальского режиссёра Раматы-Тулай Си, снятый на языке фула, пулаар. Премьера картины состоялась в мае 2023 года на Каннском кинофестивале.

## Сюжет
Действие фильма происходит в деревне на севере Сенегала. Банель и Адама влюбляются друг в друга и начинают жить отдельно от общины. Адама отказывается исполнить свой долг и стать вождём, что приводит к непредвиденным последствиям.

## Премьера и восприятие
Премьерный показ картины состоялся в мае 2023 года на Каннском кинофестивале. Картина участвовала в основной программе.